# Numeri telefonici a Porto Rico
I numeri di telefono a Porto Rico sono assegnati in base al Piano di numerazione nordamericano (NANP). I loro prefissi sono 787 e 939.
Prima del 1 marzo 1996, Porto Rico era una delle tante isole dei Caraibi servite dal prefisso 809. A partire da quella data a Porto Rico fu assegnato il nuovo prefisso 787. La composizione permissiva dell'809 è terminata il 31 gennaio 1997.
Nel giro di soli quattro anni il 787 era già sull'orlo dell'esaurimento a causa della proliferazione dei telefoni cellulari e dei collegamenti Internet dial-up. Per risolvere il problema, intorno al settembre 2001, al 787 è stato sovrapposto il prefisso 939, con la composizione di dieci cifre richiesta per tutte le chiamate.